# Ignazio Moser
Ignazio Moser, né le 14 juillet 1992 à Trente, est un coureur cycliste italien ayant pratiqué à la fois sur la route et sur la piste. Il est le fils de Francesco Moser, le neveu d'Aldo, Enzo et Diego Moser ainsi que le cousin de Moreno Moser.

## Biographie

### Carrière sportive
En 2014, il remporte le Mémorial Lorenzo Mola à Botticino et la sixième étape du Tour de Guadeloupe. Malgré ces résultats, à la fin de l'année, il prend la décision de se retirer de la compétition et de se consacrer à l'entreprise viti-vinicole fondée par son père à Giovo, près de Trente.

### Expériences télévisuelles
En 2017, il participe à la deuxième saison de l'émission Grande Fratello VIP. Il y entre le 1er, et se fait éliminer le 78e jour. Il y rencontre sa compagne, Cecilia Rodríguez, la sœur de Belén Rodríguez. 
En 2021, il participe à la quatorzième saison de l'émission L'isola dei famosi. Il arrive sur l'île le 46e jour. Il termine à la 4e place lors de la finale du 85e jour.

## Palmarès sur piste

### Championnats d'Europe
| Édition / Épreuve | Poursuite par équipes                                  |
| Panevėžys 2012    | Bronze (avec Bertazzo, Simion, Viviani et Scartezzini) |

### Championnats nationaux
- 2010
  -  Champion d'Italie de poursuite juniors

## Palmarès sur route
- 2010
  - 2e du championnat d'Italie sur route juniors
- 2011
  - Piccola Coppa Agostoni
- 2012
  - Gran Premio Polverini Arredamenti
  - 2e du Trophée Raffaele Marcoli
  - 2e de la Coppa Ardigò
  - 3e du Circuito dell'Assunta
- 2014
  - Mémorial Lorenzo Mola
  - 6e étape du Tour de Guadeloupe